# Брусниця (Україна)
Брусни́ця — село в Україні, у Чернівецькій області, Вижницькому районі, центр Брусницької сільської громади.

## Географія
Відстань до обласного центру 39 км. Брусниця розміщена біля річки Брусниці, поруч з дорогою Чернівці — Вашківці і місцевою залізницею Чернівці — Вижниця.
Вулиці:
Миколайчука, Смерекова, Самсонівська, Буковинська, Брусницька, Шевченка, Дружби, Кобилянської, Захарюка, Михайлюка, Млинівка, І.Франка, 28Червня, Перемоги, Космонавтів, Б.Хмельниськово, Буковинського віча, Брусницька, Зелена, Молодіжна, Дружби, Смерекова, Церковна.
Провулки : Федьковича, Захарюка, 28 Червня, Довбуша, Миколайчука, Нагірний, І.Франка, Південний, Нижній.

### Природні ресурси
На території села розташовані родовища глини (кар'єр для цегляного та кахельного заводу) та мінеральних вод.

#### Брусницьке родовище мінеральних вод
Брусницьке родовище мінеральних вод представлене сірководневими водами типу «Мацеста» з загальною концентрацією сірководню від 50 до 300 мг/л та лікувально-питною содовою водою типу «Єсентуки-4» з мінералізацією в межах 2,4-6,6 мг/л. Запаси цілющих вод родовища великі: 195 м на 1 добу.
На базі родовища виробляється мінерально-столова вода «Брусницька».

## Історія

### Заснування села. Походження назви
Назва Брусниця (Барбівці) — від латинського слова barbus — вусата риба. Місцеве населення, всупереч цьому, розповідає, що назва утворилася від прізвища Барбір. Перша письмова згадка як про село Барбівці відноситься до 1558 року.

## Населення
Згідно з переписом УРСР 1989 року чисельність наявного населення села становила 2167 осіб, з яких 1009 чоловіків та 1158 жінок.
За переписом населення України 2001 року в селі мешкали 2123 особи.

### Мова
Розподіл населення за рідною мовою за даними перепису 2001 року:
| Мова       | Відсоток |
| ---------- | -------- |
| українська | 99,30 %  |
| російська  | 0,55 %   |
| молдовська | 0,10 %   |
| румунська  | 0,05 %   |

## Економіка
В селі функціонують селянські фермерські господарства по вирощуванні зернових культур.
Підприємства: ТОВ «Дружба», ТОВ «Брусницьке» — вирощування зернових та технічних культур
ПП «Козьма» — виробництво профнастилу та металочерепиці, вирощування саджанців
ПП «Ярітай» — вироби з деревини.

## Соціальна сфера

### Освіта

#### Школа
Брусницький загальноосвітній навчальний заклад І-ІІІ ступенів імені І.Миколайчука (директор — Гуля Ольга Кузьмівна). Приміщення школи побудоване 1969 року. 15 листопада 1988 року Постановою Верховної Ради УРСР школі присвоєно ім'я І. Миколайчука.

#### Дитяча дошкільна установа «Веселка»
Завідувачка Купчанко Парасковія Тодорівна. Приміщення дитячого садочка знаходиться в спеціально збудованому двох поверховому приміщенні, яке може вмістити 7 груп в затишних і просторих кімнатах з усіма зручностями (спальня, ігрова кімната, коридор — роздягальня, роздавальна, туалетна кімната з рукомийниками, біде та душовою кабінкою. Також в садочку розміщений музичний кімната та актовий зал, кабінет завідувачки, кімната медсестри, кухня, пральня, кімната швеї та різні підсобні приміщення. На території дитячого садочка, для кожної з груп, є свій дитячий майданчик. Окремо збудована котельня для отоплення приміщення. На даний час діє 5 груп в яких перебувають більше 100 дітей. .

### Культура
Будинок культури
директор Брицька Василина Митрофанівна (збудований в 1961 р.). Працює самодіяльний драматичний колектив, який отримав звання народного імені Сидіра Івановича Терлецького. Який є засновником першого театру в м. Чернівці, актора і режисера, народився в с. Брусниця., також працює дитячий театр.

#### Бібліотека
До 1961 р. бібліотека Брусниці була розміщена в мальовничому єврейському будиночку в центрі села. Це була хата-читальня. Налічувала в своєму фонді до 4 тис. екз. книг, які користувалися великим попитом серед жителів села. Бібліотекарем працювала Ольга Шаповал. Постійно проводилися читацькі конференції, усні журнали.
З 1961 р. бібліотека розташувалася в новому будинку культури, розмістившись у чотирьох кімнатах: читальний зал, кімната для юнаків, дитяча кімната та книгосховище. Завідувачкою бібліотеки стала Титаренко Валентина. Уже в 1968 р. фонд бібліотеки налічував 8 300 книг.
З 1986 по 2012 р. зав. бібліотекою працювала Понич Марія. З 2012 р. бібліотекарем є Понич Юрій. Бібліотечний фонд складає 28 105 екземплярів книг. Обслуговується більше як 600 користувачів. В наявності є комп'ютер, підключено мережу Інтернет з доступом до Wi-Fi. При бібліотеці створено і працює Клуб за інтересами "Дитячий Театр Книги «Веселка».

#### Музей
Музей історії села Брусниця відкрито 26 червня 1983 року. Створення музею передувала важка пошукова, дослідницька робота, громадську раду, очолив учитель історії, заслужений працівник культури УРСР, уродженець Брусниці, Захарій Григорович Михайлюк. Всього було зібрано понад 1100 музейних предметів.
На Фейсбуці місцевими активістами створена група, де можна додатково дізнатись при минуле та сучасне життя села . https://www.facebook.com/groups/980404618768770/

### Охорона здоров'я
Обласна лікарня реабілітаційного лікування (головний лікар — Бойко Дмитро Ілліч), на базі якої функціонує санаторій-курорт.

#### Бальнеологічний санаторій
В селі з 1967 р працює бальнеологічний санаторій «Брусниця». Базується на Брусницькому родовищі мінеральних вод. В санаторії лікують опорно-руховий апарат (артроз, остеохондроз, грижі Шморя, поліартрити, ревматизм), шлунково-кишковий тракт (виразкова хвороба, гастрити, панкреатити), захворювання нервової системи, захворювання статевих жіночих органів (особливо безпліддя та запальні процеси) та захворювання серцево-судинної системи. Офіційний сайт Санаторно-оздоровчого комплексу «Брусниця».
Обласною постійно радою ведуться пошуки шляхів розвитку санаторного комплексу.

## Релігійне життя
У східній частині села знаходиться місцева архітектурна пам'ятка — дерев'яна церква Успіння Пресвятої Богородиці 1887 року. Церква не зовсім звичайна для буковинських дерев'яних храмів: вона однокупольна, хрещата в плані. Є двоярусна дерев'яна дзвіниця.

## Пам'ятки

### Брусницький парк
У XIX столітті був закладений парк, який у теперішній час є пам'яткою садово-паркового мистецтва «Брусницький парк». У парку зростають дерева різного віку і складу, які розташовані окремими екземплярами, невеличкими групами та у вигляді алей. Рельєф парку рівнинний, на його території є невеличкий ставок. Серед екзотичних дерев — сосна Веймутова, ялина звичайна, туя західна, липа дрібнолиста, каштан кінський та інші. Парк має санітарно-гігієнічне, оздоровче, естетичне значення як бальнеологічний фактор Брусницької водолікарні.

### Пам'ятник загиблим
Пам'ятник складається з чотирьох композиційно пов'язаних частин: скульптури воїна Радянської Армії з дитиною і автоматом у руках, що символізує надійний захист держави, життя людей; високого пірамідального обеліска за спиною солдата, встановленого на широкій базі, високого бетонного цоколя. Бетонна споруда тонована під платинову бронзу. На головному фасаді обеліска — рельєфний напис: «Ніхто не забутий, ніщо не забуто». На бокових сторонах бази обеліска вмонтовані мармурові плити, на яких викарбувані списки загиблих воїнів-односельчан 128 чоловік. Пам'ятник відлитий з бетону висотою 9,36 м. Навколо пам'ятника — асфальтом покриті доріжки, клумби засаджені
квітами, низенька залізна огорожа. Встановлений 1970 року.

## Видатні люди

### Народилися
- Дзюба Тетяна Анатоліївна (до шлюбу Мурзенко, 1966 р.) — українська письменниця і журналістка.
- Савчук Євген Герасимович (народився 1947) — хоровий диригент і композитор. Лауреат Державної премії ім. Т. Г. Шевченка (1984). Народний артист УРСР (1990). Член-кореспондент АМУ, професор, голова хорового товариства України
- Терлецький Сидір Іванович — актор, режисер, театральний діяч театру ім. Ольги Кобилянської
- Ізидор Ґорецький — канадський громадсько-політичний діяч, педагог українського походження.

### Навчалися
- Іван Миколайчук — український кіноактор, кінорежисер, сценарист, видатний діяч української кіноіндустрії